# 養老町立養北小学校
養老町立養北小学校（ようろうちょうりつ ようほくしょうがっこう）は、岐阜県養老郡養老町にある公立小学校。

## 通学区域
- 通学区域は飯田、蛇持、江月、祖父江、大坪、直江の一部、飯積、金屋の一部であり、公立中学校の進学先は養老町立高田中学校である[1]。

## 沿革
養北小HPの沿革では、「1970年に小畑小と多芸小が合併し、養北小と称する」となっているが、養老町史通史編下（養老町　1982年）P.78では、「小畑小は1969年に多芸小を統合し、翌1970年に養北小に改称。」となっている。ここでは養老町史の記載内容を参考として記述する。
- 1873年（明治6年） - 
  - 飯田村に敬業学校が開校。校区は飯田村、蛇持村、大坪村、飯積村、金屋村。
  - 江月村に敬業支校が開校。校区は江月村。
  - 橋爪村に日新義校が開校。校区は橋爪村、中村、豊村、安久村、大塚村[注釈 2]、高畑村。
  - 宇田村に致遠学校が開校。校区は宇田村。
- 1873年（明治9年） - 日新義校から大塚村、安久村、高畑村が離脱し、文開学校[注釈 3]を開校する。
- 1885年（明治18年）11月 - 敬業学校、敬業支校、日新義校、致遠学校が合併し、謙益学校[注釈 4]となる。飯田村に飯田分教場、祖父江に祖父江分教場、江月村に江月分教場を設置。
- 1886年（明治19年）12月 - 飯田分教場が飯田尋常小学校、祖父江分教場が祖父江簡易科小学校、江月分教場が江月簡易科小学校として独立する。
- 1889年（明治22年）7月1日 - 蛇持村、飯田村、祖父江村、江月村、大坪村が合併し、小畑村が発足。
- 1893年（明治26年） - 飯田尋常小学校が祖父江簡易科小学校、江月簡易科小学校を統合し、小畑尋常小学校となる。校区は小畑村全域と多芸村から委託された地域（飯積・多岐・金屋）となる。
- 1906年（明治39年） - 農業補習学校を併設する。
- 1913年（大正2年） - 現在地に新築移転。
- 1914年（大正3年） - 多芸村の直江地区の児童を委託する。
- 1921年（大正10年）4月 - 多芸村に多芸尋常小学校が開校したことにより、多芸村の児童の委託を解消。
- 1941年（昭和16年） - 小畑国民学校に改称する。
- 1947年（昭和22年） - 小畑村立小畑小学校に改称する。
- 1954年（昭和29年）11月3日 - 高田町、養老村、上多度村、広幡村、池辺村、笠郷村、小畑村、多芸村、日吉村、合原村の一部と合併し、養老町が発足。同時に養老町立小畑小学校に改称する。
- 1957年（昭和32年）2月5日 - 新校舎（南舎・鉄筋コンクリート造）が完成。
- 1958年（昭和33年）4月26日 - 新校舎（北舎・鉄筋コンクリート造）が完成。
- 1969年（昭和44年）4月1日 - 多芸小学校を統合。金屋、直江、飯積の児童が転入する。
- 1970年（昭和45年）
  - 3月2日 - 屋内運動場が完成。
  - 4月1日 - 養老町立養北小学校に改称する。
- 1978年（昭和53年） - 校舎を増築する。
- 1983年（昭和58年） - 校舎を増築する。
- 2013年（平成25年） - 現在の体育館が完成する。